# Anomis mandraka
Anomis mandraka är en fjärilsart som beskrevs av Pierre E.L. Viette 1965. Anomis mandraka ingår i släktet Anomis och familjen nattflyn. Inga underarter finns listade i Catalogue of Life.